# Scandal nanka buttobasze
A Scandal nanka buttobasze (スキャンダルなんかブッ飛ばせ) a Scandal japán pop-rock együttes nyolcadik nagykiadós kislemeze (összességében a tizenegyedik). A dal szövegét Aki Jóko és Uzaki Rjúdó írta. A korong a harmadik helyen mutatkozott be az Oricon slágerlistáján a 27 533 eladott példánnyal. A lemezből összesen 35 772 példány kelt el Japánban. A Billboard Hot Singles Sales listáján a harmadik, a Billboard Hot 100 listáján a hetedik, míg a Billboard Hot Top Airplay listáján a huszonnyolcadik helyet érte el.

## Számlista
| CD (ESCL-3548) | CD (ESCL-3548)                                                                        | CD (ESCL-3548) | CD (ESCL-3548) | CD (ESCL-3548) | CD (ESCL-3548) | CD (ESCL-3548) | CD (ESCL-3548) | CD (ESCL-3548) | CD (ESCL-3548) |
| #              | Cím                                                                                   | Dalszöveg      | Zene           | Hangszerelő    | Hossz          |                |                |                |                |
| -------------- | ------------------------------------------------------------------------------------- | -------------- | -------------- | -------------- | -------------- | -------------- | -------------- | -------------- | -------------- |
| 1.             | Scandal nanka buttobasze (スキャンダルなんかブッ飛ばせ)                               | Aki Jóko       | Uzaki Rjúdó    | Fudzsii Takesi | 3:29           |                |                |                |                |
| 2.             | Scandal Nanka Buttobasze (Instrumental) (スキャンダルなんかブッ飛ばせ (Instrumental)) | –              | Uzaki Rjúdó    | Fudzsii Takesi | 3:26           |                |                |                |                |
| 6:55           |                                                                                       |                |                |                |                |                |                |                |                |

| 1. | Namida no Regret (Special Clip) (涙のリグレット -SPECIAL CLIP-) | Kondo Hiszasi | Vatabe Miki | Vatabe Miki | 5:17 |

| 1. | Taijó to Kimi ga Egaku Story (Special Clip) (太陽と君が描くSTORY -SPECIAL CLIP-) | Scandal, Tanaka Hidenori | Tanaka Hidenori | Fudzsii Takesi, Kavagucsi Keita | 4:05 |

| 1. | Sunkan Sentimental (Special Clip) (瞬間センチメンタル -SPECIAL CLIP-) | Scandal, Kobajasi Nacumi | Tadzsika Juicsi | Kavagucsi Keita | 3:50 |